# Xindian, Anhui
Xindian (kinesiska: 新店) är en köping i östra Kina. Den ligger i Huoqiu härad i staden Lu'an i provinsen Anhui, omkring 100 kilometer nordväst om provinshuvudstaden Hefei. Antalet invånare är 54685. Befolkningen består av 26 536 kvinnor och 28 149 män. Barn under 15 år utgör 19,0 %, vuxna 15-64 år 69 %, och äldre över 65 år 11,0 %.